# Karlovačko
Karlovačko (Карловачко, букв. Карловацьке) — світлий лагер, пільзнер, що виробляється у Хорватії Карловацькою броварнею (місто Карловац). Основний сорт броварні та один з найпопулярніших сортів хорватського пива загалом. Наразі торговельна марка і підприємство-виробник належать до активів міжнародної пивоварної корпорації Heineken International.

## Історія
Пиво Karlovačko веде свою історію від 1854 року, в якому барон Нікола Враничани збудував броварню у Карловацькому передмісті Дубовац. Того ж року підприємство отримало свого першого орендаря і почало виробництво пива. Протягом наступних десятиліть броварня декілька разів змінювала орендарів, після смерті останнього з яких у 1880-х броварне виробництво припинилося і власники будівлі, рід Враничани, розташували в ній гончарне виробництво.
Виробництво пива у Карловаці було відновлене 1896 року броварем із Сараєва, Ашенбреннером, який придбав будівлю броварні. Вже на початку 1900-х підприємство було перетворене на акціонерне товариство, власниками якого стала ціла група місцевих мешканців. 1929 року контрольний пакет акцій підприємства був придбаний Загребською броварнею і воно отримало статус регіонального філіалу останньої.
Після другої світової війни і утворення СФРЮ Карловацьку броварню було націоналізовано. Протягом 1958—1960 років на підприємстві було проведено масштабну реконструкцію і розширення виробництва, обсяги якого було доведено до 500 тисяч декалітрів пива на рік. Після розпаду соціалістичної Югославії 1992 року підприємство було приватизоване працівниками, а ще за два роки, у 1994 році, його новим власником стала чилійська компанія Lukšić Group, яка належала емігранту з Хорватії Андроніко Лукшичу.
1 квітня 2003 року контрольний пакет акцій Карловацької броварні придбала міжнародна пивоварна корпорація Heineken International. Нові власники започаткували на підприємстві ліцензійне виробництво пива низки західноєвропейських торговельних марок, а також активізували експорт пива головної торговельної марки броварні. Наразі Karlovačko є найбільш експортованим хорватським пивом, яке продається на ринках низки європейських країн, а також у США та Австралії.

## Різновиди
Крім основного сорту Karlovačko Svijetlo Pivo, пільзнера з вмістом алкоголю 5,0—5,4 % та густиною 12 %, під торговельною маркою Karlovačko виробляються:
- Karlovačko Radler — радлер, світле пиво з додаванням соку лимону, яке має понижений вміст алкоголю на рівні 2,0 %.
- Karlovačko Rally — безалкогольне світле пиво (вміст алкоголю до 0,5 %).